# Diocesi di Bonfim
La diocesi di Bonfim (in latino Dioecesis Bonfimensis) è una sede della Chiesa cattolica in Brasile suffraganea dell'arcidiocesi di Feira de Santana. Nel 2023 contava 521.000 battezzati su 740.400 abitanti. È retta dal vescovo Hernaldo Pinto Farias, S.S.S.

## Territorio
La diocesi comprende 25 comuni nella parte nord-orientale dello stato brasiliano di Bahia: Senhor do Bonfim, Andorinha, Antônio Gonçalves, Caém, Caldeirão Grande, Campo Formoso, Cansanção, Capim Grosso, Filadélfia, Itiúba, Jacobina, Jaguarari, Mirangaba, Monte Santo, Nordestina, Ourolândia, Pindobaçu, Ponto Novo, Queimadas, Quixabeira, São José do Jacuípe, Saúde, Serrolândia, Umburanas e Várzea Nova.
Sede vescovile è la città di Senhor do Bonfim, dove si trova la cattedrale di Nostro Signore della Buona Morte.
Il territorio si estende su 33.747 km² ed è suddiviso in 27 parrocchie.

## Storia
La diocesi è stata eretta il 6 aprile 1933 con la bolla Ad aptius christifidelium di papa Pio XI, ricavandone il territorio dall'arcidiocesi di San Salvador di Bahia, di cui originariamente era suffraganea.
Il 14 novembre 1959, il 22 luglio 1962 e il 14 settembre 1971 ha ceduto porzioni del suo territorio a vantaggio dell'erezione rispettivamente delle diocesi di Ruy Barbosa, di Juazeiro e di Paulo Afonso.
Il 16 gennaio 2002 è entrata a far parte della provincia ecclesiastica dell'arcidiocesi di Feira de Santana.

## Cronotassi dei vescovi
Si omettono i periodi di sede vacante non superiori ai 2 anni o non storicamente accertati.
- Hugo Bressane de Araújo † (19 dicembre 1935 - 19 settembre 1940 nominato vescovo di Guaxupé)
- Henrique Golland Trindade, O.F.M. † (29 marzo 1941 - 15 maggio 1948 nominato vescovo di Botucatu)
- José Alves de Sà Trindade † (4 settembre 1948 - 27 maggio 1956 nominato vescovo di Montes Claros)
- Antônio de Mendonça Monteiro † (7 marzo 1957 - 23 dicembre 1972 deceduto)
- Jairo Rui Matos da Silva † (11 gennaio 1974 - 26 luglio 2006 ritirato)
- Francisco Canindé Palhano (26 luglio 2006 - 3 gennaio 2018 nominato vescovo di Petrolina)
- Hernaldo Pinto Farias, S.S.S., dal 17 luglio 2019

## Statistiche
La diocesi nel 2023 su una popolazione di 740.400 persone contava 521.000 battezzati, corrispondenti al 70,4% del totale.
| anno | popolazione | popolazione | popolazione | presbiteri | presbiteri | presbiteri | presbiteri                | diaconi | religiosi | religiosi | parrocchie |
| anno | battezzati  | totale      | %           | numero     | secolari   | regolari   | battezzati per presbitero | diaconi | uomini    | donne     | parrocchie |
| ---- | ----------- | ----------- | ----------- | ---------- | ---------- | ---------- | ------------------------- | ------- | --------- | --------- | ---------- |
| 1950 | 295.000     | 325.000     | 90,8        | 20         | 14         | 6          | 14.750                    |         | 18        | 18        | 23         |
| 1959 | 440.000     | 450.000     | 97,8        | 26         | 20         | 6          | 16.923                    |         | 13        | 21        | 24         |
| 1966 | 590.000     | 599.316     | 98,4        | 25         | 18         | 7          | 23.600                    |         | 17        | 42        | 19         |
| 1968 | 680.000     | 700.000     | 97,1        | 23         | 15         | 8          | 29.565                    |         | 18        | 70        | 16         |
| 1976 | 400.300     | 425.518     | 94,1        | 16         | 10         | 6          | 25.018                    |         | 8         | 55        | 10         |
| 1980 | 495.001     | 526.037     | 94,1        | 19         | 10         | 9          | 26.052                    |         | 10        | 66        | 11         |
| 1990 | 576.000     | 611.158     | 94,2        | 15         | 1          | 14         | 38.400                    | 1       | 14        | 83        | 14         |
| 1999 | 665.200     | 705.500     | 94,3        | 20         | 5          | 15         | 33.260                    | 2       | 24        | 60        | 16         |
| 2000 | 650.000     | 700.000     | 92,9        | 26         | 8          | 18         | 25.000                    | 2       | 20        | 97        | 16         |
| 2001 | 605.000     | 620.000     | 97,6        | 28         | 13         | 15         | 21.607                    | 2       | 24        | 83        | 20         |
| 2002 | 607.000     | 624.000     | 97,3        | 19         | 5          | 14         | 31.947                    |         | 17        | 61        | 23         |
| 2003 | 607.000     | 624.000     | 97,3        | 22         | 8          | 14         | 27.590                    | 2       | 17        | 67        | 23         |
| 2004 | 561.941     | 625.148     | 89,9        | 31         | 14         | 17         | 18.127                    | 1       | 20        | 72        | 23         |
| 2006 | 557.674     | 616.819     | 90,4        | 25         | 9          | 16         | 22.306                    | 2       | 25        | 80        | 24         |
| 2012 | 596.000     | 659.000     | 90,4        | 38         | 21         | 17         | 15.684                    |         | 21        | 75        | 24         |
| 2015 | 519.823     | 648.000     | 80,2        | 34         | 16         | 18         | 15.288                    |         | 21        | 48        | 25         |
| 2018 | 509.817     | 714.284     | 71,4        | 39         | 26         | 13         | 13.072                    |         | 14        | 41        | 25         |
| 2020 | 510.670     | 725.450     | 70,4        | 40         | 27         | 13         | 12.766                    |         | 14        | 41        | 26         |
| 2022 | 518.000     | 736.000     | 70,4        | 44         | 33         | 11         | 11.772                    |         | 12        | 56        | 27         |
| 2023 | 521.000     | 740.400     | 70,4        | 34         | 25         | 9          | 15.323                    |         | 9         | 63        | 27         |